# Barrera comercial
Les barreres comercials són intervencions restrictives dels governs al comerç internacional. Les barreres poden prendre moltes formes, incloent les següents:
- Aranzels
- Barreres no-aranzelàries
  - Llicències d'importació
  - Llicències d'exportació
  - Quotes d'importació
  - Subvencions
  - Restriccions voluntària d'exportacions
  - Requisits de contingut local
  - Embargament
  - Devaluació de moneda[2]
  - Obstacles tècnics al comerç[3]

La major part de barreres comercials utilitzen el mateix principi: la imposició d'alguna classe de cost al comerç que fa incrementar el preu dels productes introduït o expedit. Quan dues o més nacions apliquen barreres al comerç de manera repetida entre elles, s'esdevé una guerra comercial.
La majoria d'economistes estan d'acord en afirmar que les barreres comercials tenen un efecte negatiu en l'eficàcia econòmica, això pot ser explicat per la teoria d'avantatge comparatiu. En teoria, el lliure comerç implica l'eliminació de totes les barreres, exceptuant potser aquelles considerades necessàries per salut o seguretat nacional. A la pràctica, tanmateix, inclús els països que promouen el lliure comerç de manera aferrissada tenen subvencionades certes indústries, com l'agricultura o la siderúrgia.